# 大石弥太郎
大石 弥太郎（おおいし やたろう、1943年10月6日 - 2024年2月22日）は、大分県佐伯市出身のプロ野球選手（投手）・コーチ・監督、解説者。

## 経歴
佐伯鶴城高では2年次の1960年、秋季九州大会県予選2回戦で中津東高を相手に完全試合を達成。決勝に進むが津久見高に完封負け。3年次の1961年の春季九州大会県予選でも決勝に進むが、エース・門岡信行を擁する高田高に完封負け。夏も県予選で敗れ甲子園には届かなかった。打者としても優れた才能を持ち、五番を打って投打の中心をなしていた。
門岡と共に九州高校球界の本格派としてプロからも注目され、東映フライヤーズが積極的に勧誘していたが、卒業後の1962年に阪急ブレーブスへ入団。1年目から一軍に上がり、4月29日の近鉄戦（日生）で初先発登板。5月5日の西鉄戦（西宮）で若生忠男と投げ合い5回を無失点に抑えるなど好投を見せるが、白星には恵まれなかった。
1964年4月19日の近鉄戦（西宮）で三平晴樹をリリーフしてプロ初勝利を挙げ、1965年にはウエスタン・リーグで13勝を記録し投手部門のタイトルを総なめにするが、一軍では思うように成績は伸びなかった。
1967年に大石清との「大石交換」で広島カープへ移籍、これが大きな転機となる。長谷川良平監督に「そんな球投げていて、勝てないわけないだろう。ど真ん中狙って思い切り投げればいい」と言われ、大石は開眼。「タコ踊り」と呼ばれた、大きな体を十分に使ったダイナミックなフォームから繰り出される直球で打者を抑え、先発・中継ぎとフル回転し、移籍1年目に初の2桁となる10勝を記録。
1968年には自身初の開幕投手を務め、その後も1969年から1972年まで4年連続2桁勝利を挙げた。
1971年にはシーズン最多無四球投球を記録し、オールスターにも4度出場（1967年, 1970年 - 1972年）。
1975年に白石静生と共に、児玉好弘・宮本幸信・渡辺弘基との交換トレードで、9年ぶりに古巣・阪急へ復帰。多彩な変化球で抑え役としての活躍を期待されたが、9試合登板で1敗1セーブと応えられずに終わる。
1976年4月11日のロッテ戦（宮城）で村田兆治と投げ合い、2年ぶりの勝利と復帰後初勝利を完封で飾った。同年は2度の完封を含む4勝をマークし、その内の2勝を太平洋から挙げた。
1977年には戸田善紀・森本潔・小松健二と共に稲葉光雄・島谷金二・大隅正人との4対3の大型トレードで中日ドラゴンズへ移籍し、4月3日の巨人戦（後楽園）で初登板。開幕カード2試合目の先発マウンドを任されたが、先発のクライド・ライトと張本勲に1号本塁打を献上して敗戦。同7日の阪神戦（ナゴヤ）ではハル・ブリーデンに2本の本塁打、同17日の大洋戦（千葉天台）では田代富雄に2本の本塁打を献上して共に敗戦。結局シーズン通して勝ち星を1個も挙げられず、防御率7.20と散々な成績に終わった。
1978年はリリーフで2勝を挙げるが、1979年には南海ホークスへ移籍。チームの最下位脱出にリリーフで貢献し、防御率3.95と前年の5.35から大幅に改善。チーム防御率12球団最下位の投手陣において、佐々木宏一郎・金城基泰に次ぐ好成績を挙げた。関西（阪急）→広島→関西（阪急）→名古屋→関西（南海）と渡り鳥の様な生活を送ったが、南海では2年連続未勝利に終わる。
1980年にはある試合で香川伸行とバッテリーを組み、外角ぎりぎりのストレートを自信を持って投げたが、相手打者に難なく弾き返されてしまう。大石自ら自由契約を球団に申し出て、同年限りで現役を引退。
引退後はスポルディング日本法人で勤務する傍ら、日本短波放送「たんぱストレートナイター」解説者を務めた。スポルディング入社後はプロの用具担当として野球界に関わり、バットの材質や見分け方、ボールの巻き方、グラブの善し悪しなどを知ることができた。
後に玉澤スポーツへ転籍するが、西武球場に西武の根本陸夫管理部長に挨拶に行った際、根本から「大石、台湾行って野球やれや!」と言われ、1993年から台湾CPBL・統一ライオンズ投手コーチに就任。最初はレベルの低さと国民性の違いに悩み、犠打を指導しようしたところ、「何で自分が犠牲にならないといけないの」と選手に言い返されたこともあった。
1994年からは監督に昇格し、王漢や郭進興の活躍もあり、1995年に前後期優勝を果たす。同年11月のアジア・パシフィックスーパーベースボールでは、台湾のプロ野球チームとして初の国際大会優勝を成し遂げる。
1996年は後期優勝を果たし、台湾シリーズでは前期優勝の味全を倒す。大石自身も2年連続で最優秀監督（最佳総教練）に輝いたが、1992年には森下正夫、1993年と1994年には山根俊英（共に兄弟）が受賞しており、実際には5年連続で日本人監督が受賞することとなった。
退団後は帰国し、1998年には6ヶ月間だけ「呉昭和リトルシニア」でコーチを務め、選手には”左右バランス良く筋力を”とアドバイス。
その後は沖縄県名護市に移住し、沖縄フルーツランドの支配人を務める傍らで安仁屋ベースボールTRY、名桜大学（2010年 - 2014年）の投手コーチ、エナジックのヘッドコーチ（2015年）→監督（2016年）を務めた。
2024年2月22日、心筋梗塞のため名護市の病院で死去。80歳没。

## 詳細情報

### 年度別投手成績
| 年 度     | 球 団     | 登 板 | 先 発 | 完 投 | 完 封 | 無 四 球 | 勝 利 | 敗 戦 | セ 丨 ブ | ホ 丨 ル ド | 勝 率 | 打 者 | 投 球 回 | 被 安 打 | 被 本 塁 打 | 与 四 球 | 敬 遠 | 与 死 球 | 奪 三 振 | 暴 投 | ボ 丨 ク | 失 点 | 自 責 点 | 防 御 率 | W H I P |
| --------- | --------- | ----- | ----- | ----- | ----- | -------- | ----- | ----- | -------- | ----------- | ----- | ----- | -------- | -------- | ----------- | -------- | ----- | -------- | -------- | ----- | -------- | ----- | -------- | -------- | ------- |
| 1962      | 阪急      | 15    | 4     | 0     | 0     | 0        | 0     | 0     | --       | --          | ----  | 138   | 35.0     | 30       | 2           | 3        | 1     | 0        | 12       | 0     | 0        | 13    | 11       | 2.83     | 0.94    |
| 1963      | 阪急      | 1     | 0     | 0     | 0     | 0        | 0     | 0     | --       | --          | ----  | 10    | 2.0      | 4        | 0           | 0        | 0     | 0        | 1        | 0     | 0        | 1     | 1        | 4.50     | 2.00    |
| 1964      | 阪急      | 25    | 1     | 0     | 0     | 0        | 1     | 0     | --       | --          | 1.000 | 186   | 43.2     | 48       | 5           | 6        | 0     | 1        | 18       | 0     | 0        | 28    | 22       | 4.50     | 1.24    |
| 1965      | 阪急      | 3     | 0     | 0     | 0     | 0        | 0     | 0     | --       | --          | ----  | 28    | 5.0      | 10       | 3           | 2        | 0     | 0        | 5        | 0     | 0        | 11    | 11       | 19.80    | 2.40    |
| 1966      | 阪急      | 3     | 0     | 0     | 0     | 0        | 0     | 0     | --       | --          | ----  | 15    | 2.2      | 6        | 2           | 1        | 0     | 0        | 2        | 0     | 0        | 4     | 4        | 12.00    | 2.63    |
| 1967      | 広島      | 52    | 15    | 5     | 1     | 2        | 10    | 14    | --       | --          | .417  | 810   | 204.0    | 190      | 16          | 28       | 4     | 4        | 122      | 1     | 0        | 69    | 65       | 2.87     | 1.07    |
| 1968      | 広島      | 20    | 11    | 3     | 1     | 1        | 6     | 5     | --       | --          | .545  | 340   | 82.1     | 77       | 11          | 14       | 0     | 1        | 49       | 0     | 0        | 39    | 30       | 3.29     | 1.11    |
| 1969      | 広島      | 39    | 7     | 3     | 2     | 1        | 11    | 8     | --       | --          | .579  | 461   | 117.2    | 87       | 13          | 23       | 5     | 4        | 73       | 1     | 0        | 38    | 30       | 2.29     | 0.93    |
| 1970      | 広島      | 47    | 25    | 10    | 5     | 4        | 13    | 9     | --       | --          | .591  | 782   | 206.2    | 158      | 14          | 23       | 5     | 8        | 104      | 0     | 2        | 58    | 51       | 2.22     | 0.88    |
| 1971      | 広島      | 46    | 26    | 11    | 3     | 6        | 13    | 10    | --       | --          | .565  | 823   | 216.0    | 176      | 23          | 20       | 2     | 11       | 93       | 0     | 0        | 65    | 62       | 2.58     | 0.91    |
| 1972      | 広島      | 38    | 19    | 8     | 0     | 1        | 11    | 15    | --       | --          | .423  | 752   | 187.0    | 166      | 18          | 34       | 9     | 7        | 87       | 2     | 0        | 67    | 58       | 2.79     | 1.07    |
| 1973      | 広島      | 35    | 7     | 0     | 0     | 0        | 5     | 8     | --       | --          | .385  | 424   | 102.2    | 103      | 12          | 22       | 2     | 4        | 49       | 0     | 0        | 47    | 41       | 3.58     | 1.22    |
| 1974      | 広島      | 27    | 9     | 2     | 1     | 0        | 3     | 5     | 0        | --          | .375  | 349   | 80.2     | 83       | 8           | 28       | 4     | 7        | 49       | 0     | 0        | 36    | 35       | 3.89     | 1.38    |
| 1975      | 阪急      | 9     | 1     | 0     | 0     | 0        | 0     | 1     | 1        | --          | .000  | 80    | 19.1     | 26       | 4           | 2        | 0     | 0        | 7        | 1     | 0        | 12    | 12       | 5.68     | 1.45    |
| 1976      | 阪急      | 13    | 8     | 4     | 2     | 0        | 4     | 3     | 0        | --          | .571  | 269   | 61.1     | 68       | 8           | 22       | 0     | 2        | 15       | 2     | 0        | 28    | 26       | 3.84     | 1.47    |
| 1977      | 中日      | 12    | 3     | 0     | 0     | 0        | 0     | 3     | 0        | --          | .000  | 124   | 24.2     | 37       | 7           | 11       | 2     | 1        | 13       | 1     | 0        | 25    | 20       | 7.20     | 1.95    |
| 1978      | 中日      | 26    | 0     | 0     | 0     | 0        | 2     | 0     | 0        | --          | 1.000 | 158   | 37.0     | 47       | 7           | 6        | 0     | 2        | 18       | 0     | 0        | 24    | 22       | 5.35     | 1.43    |
| 1979      | 南海      | 36    | 0     | 0     | 0     | 0        | 0     | 0     | 0        | --          | ----  | 250   | 57.0     | 67       | 7           | 10       | 0     | 3        | 35       | 0     | 0        | 30    | 25       | 3.95     | 1.35    |
| 1980      | 南海      | 15    | 0     | 0     | 0     | 0        | 0     | 0     | 0        | --          | ----  | 114   | 24.0     | 34       | 7           | 9        | 1     | 0        | 6        | 0     | 0        | 17    | 13       | 4.88     | 1.79    |
| 通算:19年 | 通算:19年 | 462   | 136   | 46    | 15    | 15       | 79    | 81    | 1        | --          | .494  | 6113  | 1508.2   | 1417     | 167         | 264      | 35    | 55       | 758      | 8     | 2        | 612   | 539      | 3.21     | 1.11    |

- 各年度の太字はリーグ最高

### 表彰
CPBL
- 最佳総教練（最優秀監督）：2回 （1995年、1996年）

### 記録
NPB
- オールスターゲーム出場：4回 （1967年、1970年 - 1972年）

### 背番号
- 37 （1962年 - 1966年）
- 19 （1967年 - 1978年）
- 60 （1979年）
- 53 （1980年）
- 77 （1993年 - 1996年）